# Erodium schemachense
Erodium schemachense là một loài thực vật có hoa trong họ Mỏ hạc. Loài này được Grossh. mô tả khoa học đầu tiên năm 1932.